# پاوئو دلانگ
پاوئو ماچی دِلانگ (لهستانی: Paweł Maciej Deląg؛ زادهٔ ۲۹ آوریل ۱۹۷۰) بازیگر اهل لهستان است.
از فیلم‌ها یا برنامه‌های تلویزیونی که وی در آن نقش داشته‌است، می‌توان به کیلر، پسرها گریه نمی‌کنند، هوس‌های امپراتور، راز ساگال، شامانکا، فهرست شیندلر، ع چون عشق، در خیابان سپولنی، دوستان و خانه اشاره کرد.